# Hacelo feliz
Hacelo feliz fue un programa de entretenimiento argentino creado por la productora Endemol, que se emitió en el horario central de Canal 13 de Buenos Aires y presentado por Guido Kaczka.

## Sinopsis
El nuevo programa de entretenimientos gira en torno a que dos personas imiten a un artista en común y el jurado anónimo elige al mejor. Al terminar el día los seleccionados esperarán para saber cual es el mejor imitador de la noche y gane $25.000. El ganador tratará de adivinar quién es el jurado incógnito encerrado en el diamante, si logra adivinarlo ganará $25.000 más y sumaría $50.000.

## Jurados
| Bandera de Argentina | Eleonora Cassano               | Bailarina                                             |
| Bandera de Argentina | Raúl Lavié                     | Cantante, actor                                       |
| Bandera de Argentina | Fátima Flórez                  | Humorista, imitadora, bailarina, vedette y conductora |
| Bandera de Argentina | Miguel Ángel Cherutti          | Actor, humorista e imitador                           |
| Bandera de Argentina | Agapornis (banda)              | Banda de cumbia de Argentina                          |
| Bandera de Argentina | Mora Godoy                     | Bailarina, empresaria y coreógrafa argentina          |
| Bandera de Argentina | Jairo (cantante)               | Cantante, compositor y productor argentino            |
| Bandera de Argentina | Paz Martínez                   | Compositora e intérprete argentina                    |
| Bandera de Argentina | Sandra Mihanovich              | Cantante, compositora y actriz argentina              |
| Bandera de Argentina | Laura Franco "Panam"           | Animadora argentina                                   |
| Bandera de Argentina | Reina Reech                    | Actriz, vedette, conductora y empresaria argentina    |
| Bandera de Argentina | Guillermo Fernández (cantante) | Cantante argentino                                    |
| Bandera de Argentina | Benito Fernández               | Diseñador de modas argentino                          |
| Bandera de Argentina | Teté Coustarot                 | Periodista y modelo argentina                         |
| Bandera de Argentina | Maximiliano Guerra             | Bailarín argentino                                    |
| Bandera de Argentina | Guillermo Novellis             | Músico, compositor y cantante argentino               |
| Bandera de Argentina | José María Muscari             | Actor, dramaturgo y director argentino                |
| Bandera de Argentina | Fabián Doman                   | Periodista argentino                                  |

- Datos: Q25409379